# 134419 Hippothous
134419 Hippothous è un asteroide troiano di Giove del campo troiano. Scoperto nel 1998, presenta un'orbita caratterizzata da un semiasse maggiore pari a 5,2509763 UA e da un'eccentricità di 0,1784477, inclinata di 8,38750° rispetto all'eclittica.
L'asteroide è dedicato a Ippotoo, uno dei figli di Priamo, re di Troia: fu maledetto dal padre dopo la morte di Ettore, sia perché questi si era fatto uccidere al posto suo e di altri troiani, sia perché egli aveva rubato capre e agnelli al proprio popolo.